# Song Shu
Das Song Shu (chinesisch 宋書 / 宋书 – „Buch von Song“) ist ein Geschichtswerk, das in 100 Bänden die Zeit der chinesischen Früheren Song-Dynastie beschreibt und somit die Zeit von 420–479 n. Chr. behandelt. Es ist das 6. Werk aus dem Kanon der 24 Dynastiegeschichten und wurde von Shen Yue (441–513) während der Liang-Dynastie verfasst.
Schon zur Zeit der Späteren Song-Dynastie waren Teile des Werks verlorengegangen und wurden anhand von Material aus der Geschichte der Südlichen Dynastien und kleiner Annalen rekonstruiert. Der originale Text unterlag höchstwahrscheinlich fremdländischen politischen Einflüssen (etwa der Xianbei) und ist an vielen Stellen nicht schlüssig.